# 全美廣播事業者聯盟
全美廣播事業者聯盟（National Association of Broadcasters），簡稱NAB，是美國民營廣播電台、電視台組成的廣播業者團體，加盟台数量約有8700台。NAB在每年的4月都會召開NAB年會，并主辦世界規模最大的廣電儀器展覽「NAB展」。

## 外部連結
- NAB官方網站（页面存档备份，存于）